# راز گمشده خاور
راز گمشده خاور کتابی از عبدالمجید نجفی است که در سال ۱۳۸۳ منتشر و در مراسم کتاب سال جمهوری اسلامی ایران به‌عنوان کتاب برگزیده معرفی شد.